# Сакович, Андрей (воевода)
Андре́й Сако́вич (?—1465) — государственный деятель Великого княжества Литовского. Представитель рода Саковичей герба «Помян», сын старосты дубинского Станислава Сака. Староста трокский в 1433—1440 годах, наместник смоленский в 1440 году и полоцкий в 1444—1457 годах, воевода трокский с 1458 года.

## Биография
Во время Смоленской замятни 1440—1442 годов был изгнан горожанами из города, однако после подавления восстания вернулся в Смоленск в качестве наместника. Был одним из командующих литовского войска в победной битве над московским войском под Суходровым в 1445 году. Состоял на дипломатической службе. В 1432 и 1451 годах участвовал в переговорах с Тевтонским орденом, в 1453 году ездил с посольством в Чехию.
Был крупным землевладельцем. Ему принадлежала часть Неменчинской волости, Дуброва в Минском повете, Солы и Мядель в Ошмянском повете и другие имения общим числом около 500 дымов.
От его сына Юрия происходит род Насиловских, другой его сын, Богдан, был воеводой трокским.

## Благотворительность
9 июня 1434 он выдал дарственную грамоту Виленскому кафедральному собору, 3 февраля 1443 года — приходскому костелу в Груздово. 
21 февраля 1457 году полоцкий наместник А. Сакович выдал дарственную грамоту для основанного им приходского костела в Мяделе. 